# جسر جمالوني

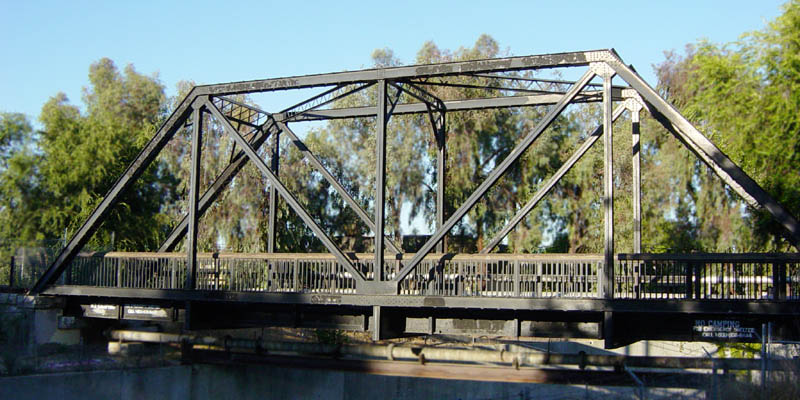
جسر جمالوني تم تحويله لإستخدام المشاة.

جسر جِمالوني (بالإنجليزية: Truss bridge) هو أحد أنواع الجسور، يسنده هياكل تُسمى جمالونات يتم رص أجزائها في شكل مثلثات، حيث يتكون كل جمالون من أجزاء متصلة مترابطة من الصلب أو الخشب. تتألف هذه الجسور من مجموعات من الهياكل المعدنية بشكل قضبان معدنية، وتتكون الأنواع الأكثر شيوعا منها من سلاسل مستقيمة من القضبان الفولاذية.
تُشيد الجسور الجمالونية عادةً عبر الوديان الجبلية الضيقة والأنهار وغيرها، ويتميز الجسر الجمالوني بباع رئيسي ممتد لأكثر من 300 م.

## الهيكل الإنشائي

العناصر المكوّنة للجسر الجمالوني.

يتميز الجسر الجمالوني البسيط بامتدادات جمالونية اثنتين بين الدعامات أو الأكتاف. أما إذا كان من النوع المسمى ب"الجسر متكرر الجمالونات"، فيتحتم دعم كل وحدة جمالونية بثلاث دعامات إنشائية أو أكثر.
يتعرض كل قضيب في الجسر الجمالوني إما لشد أو لضغط ويتوازن بتأثير القوى، لذلك من النادر أن يتعرض القضيب لقوى تسبب انحناءه، وبالتالي يمكن لهذا النوع من الجسور أن يزود بركائز ذات مسافات أبعد مما لدى الجسور ذات الكمرات (بالإنجليزية: Beam bridges).
ويُعتبر كل من جسر كيبيك في كندا وجسر فورث في اسكتلاندا من أهم الأمثلة عن الجسور الجمالونية،  إذا يتألف جسر فورث من أذرع صلبة وقاسية تمتد من كلا الجهتين لإثنين من الركائز (الدعامات)، وتمتد قطاعات معدنية مستقيمة من أعلى ومن أسفل كل ركيزة كي تقوم بتثبيت الأذرع في مكانها، وتكون الأذرع التي تمتد باتجاه المنتصف مدعومة من جهة واحدة فقط.

## معرض الصور

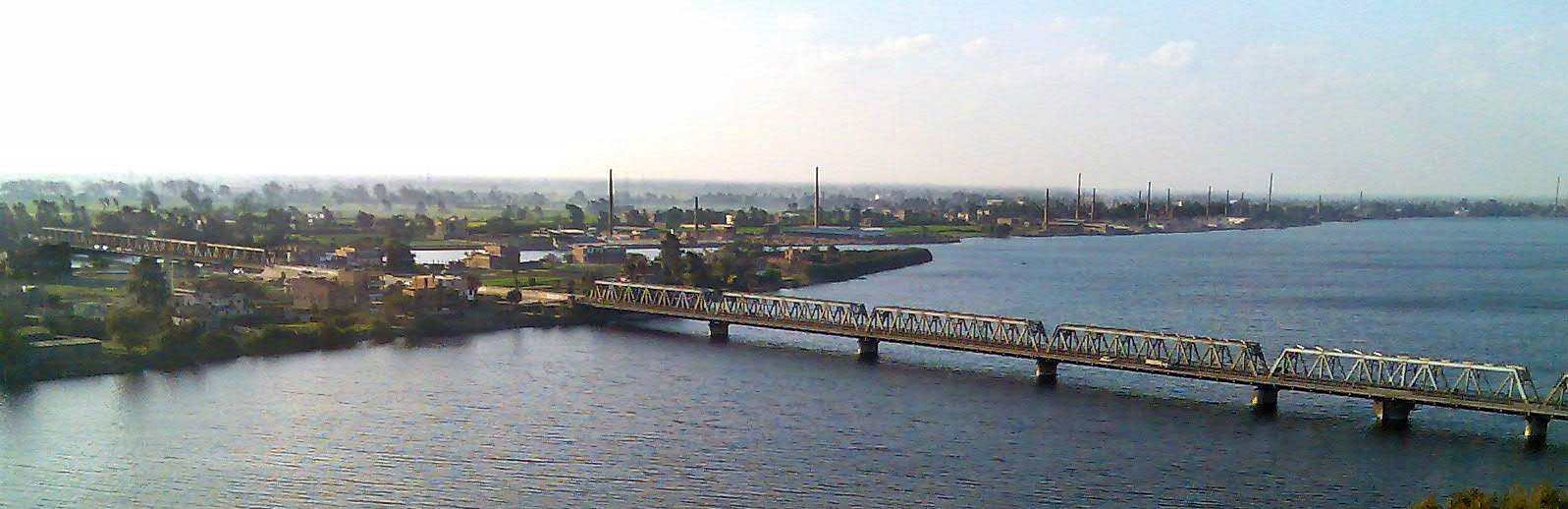
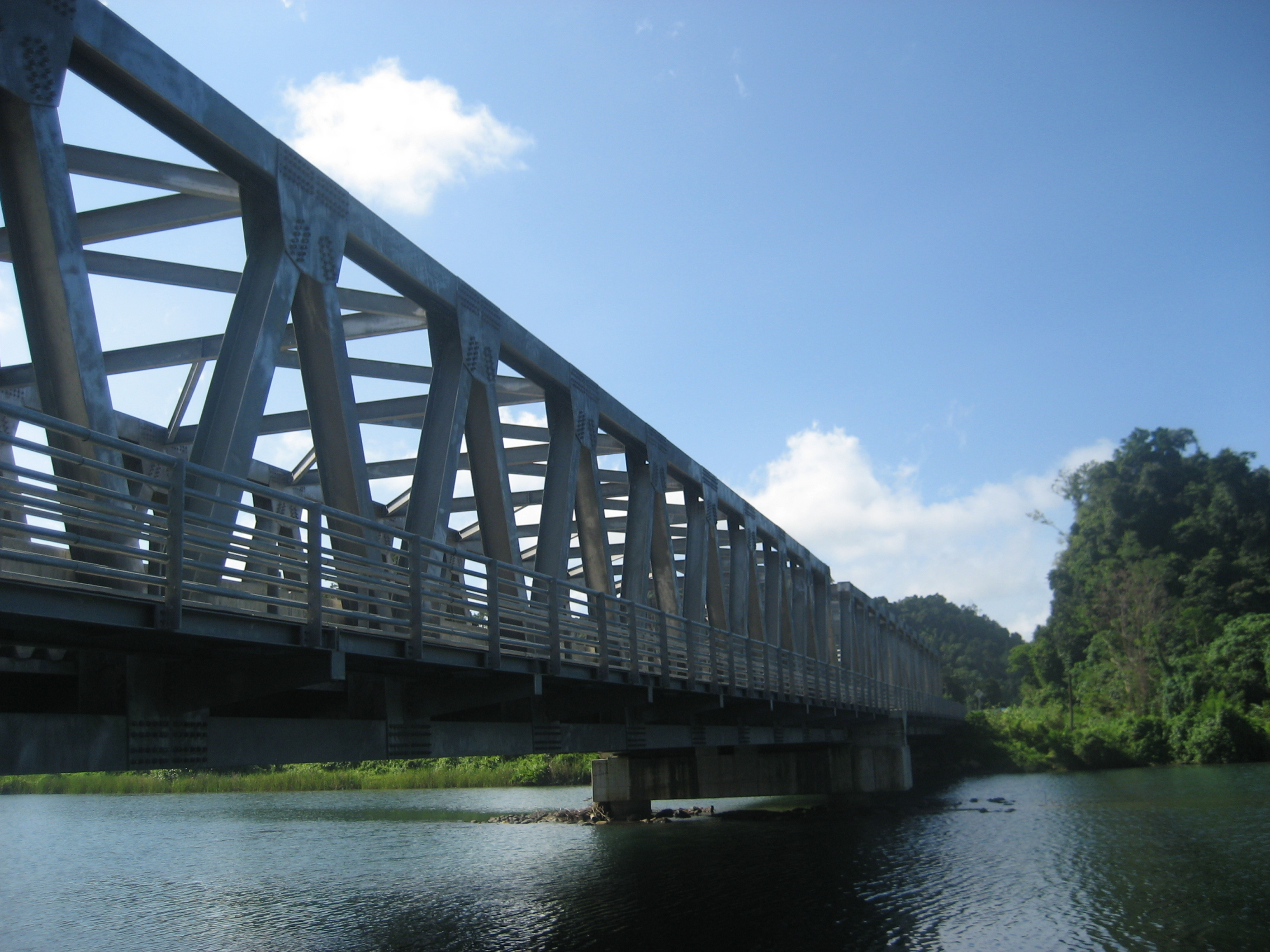
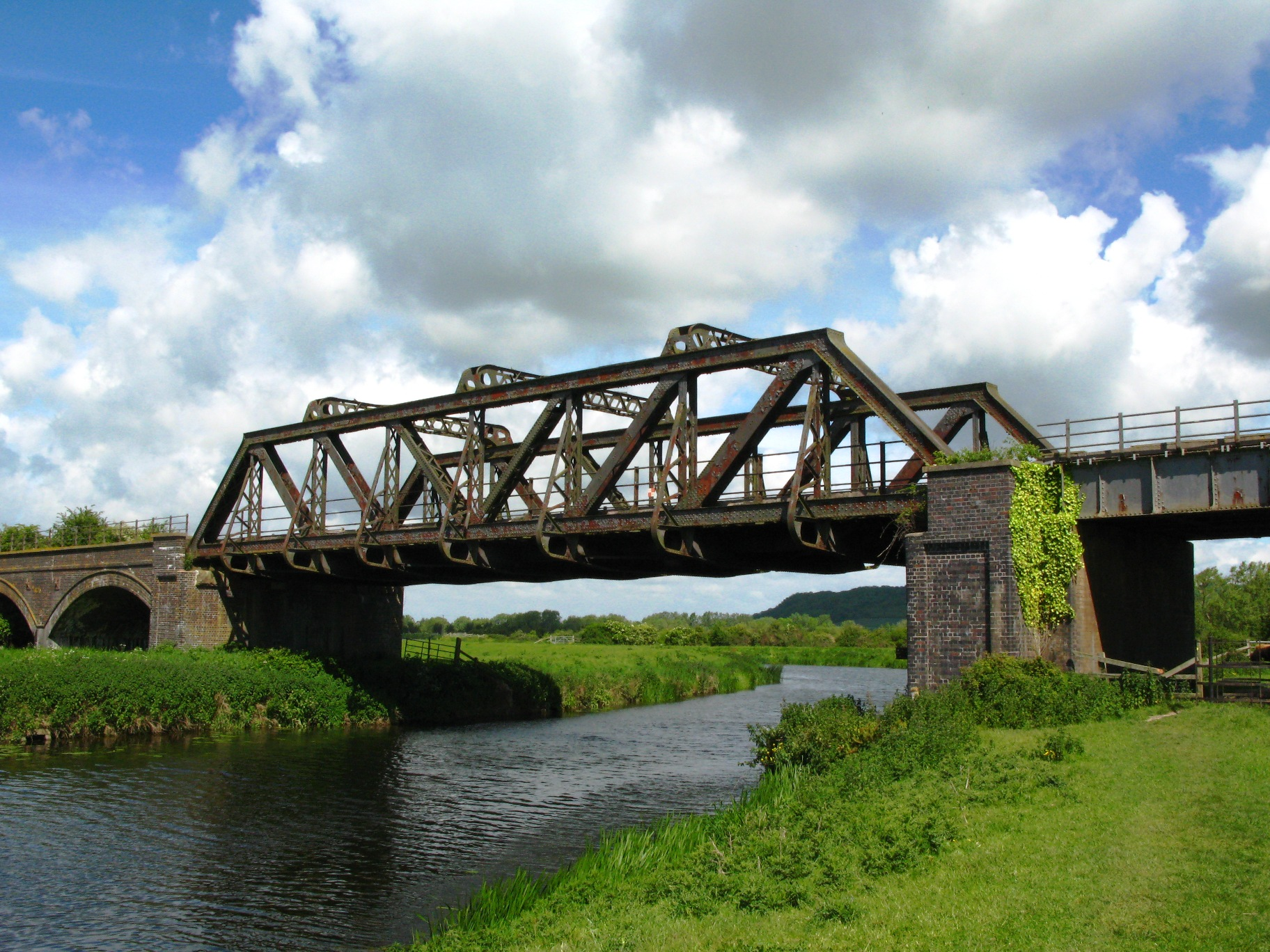
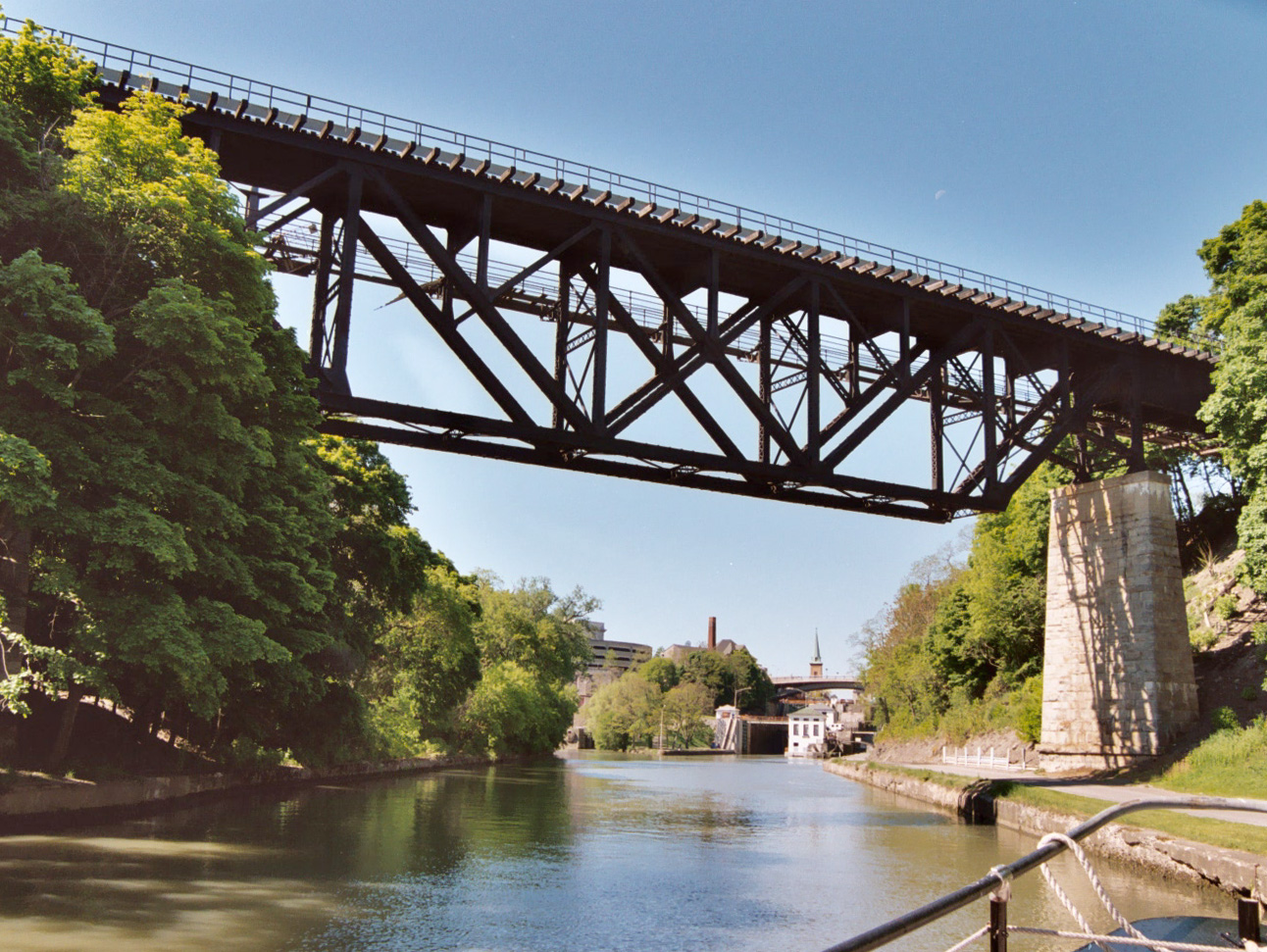
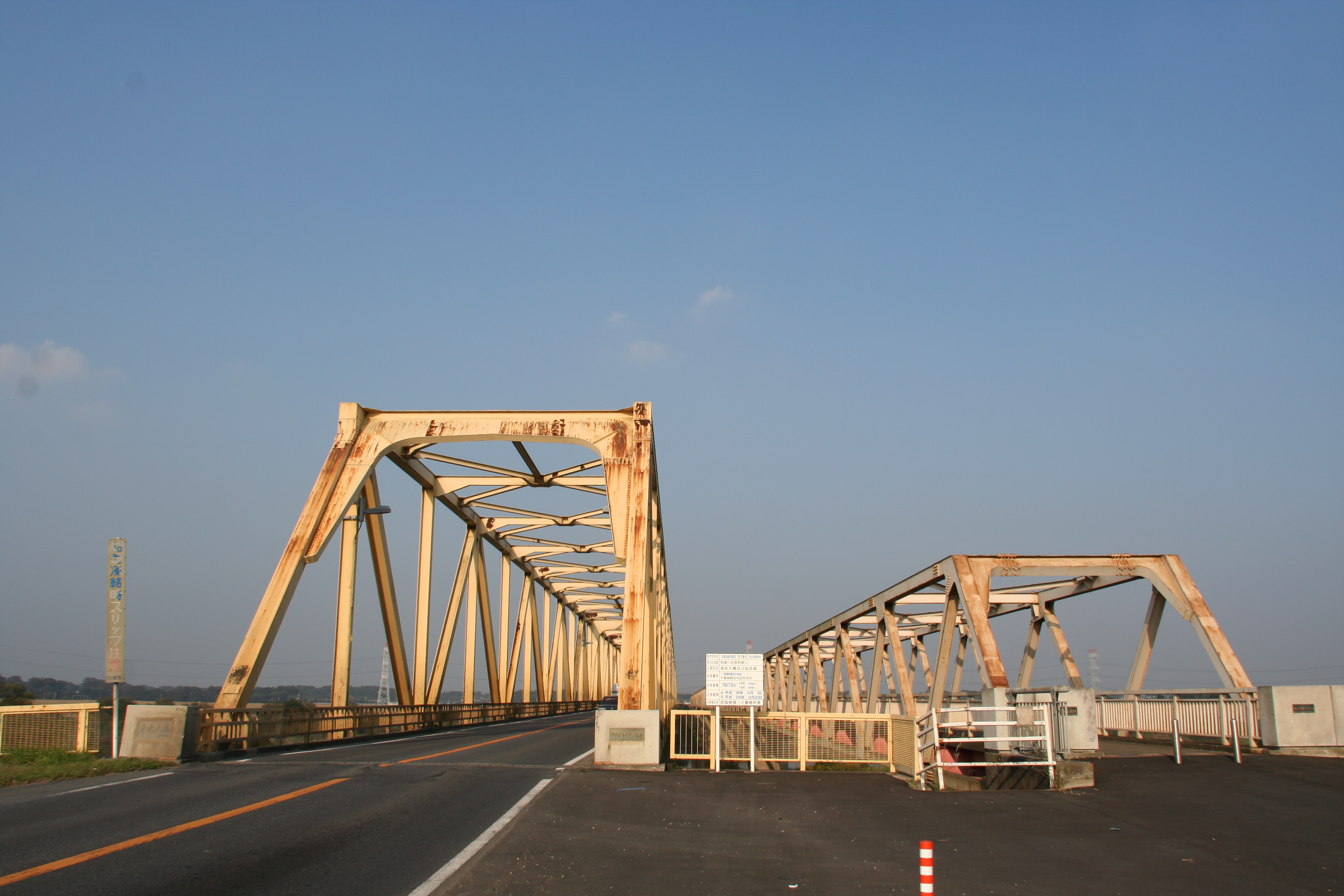
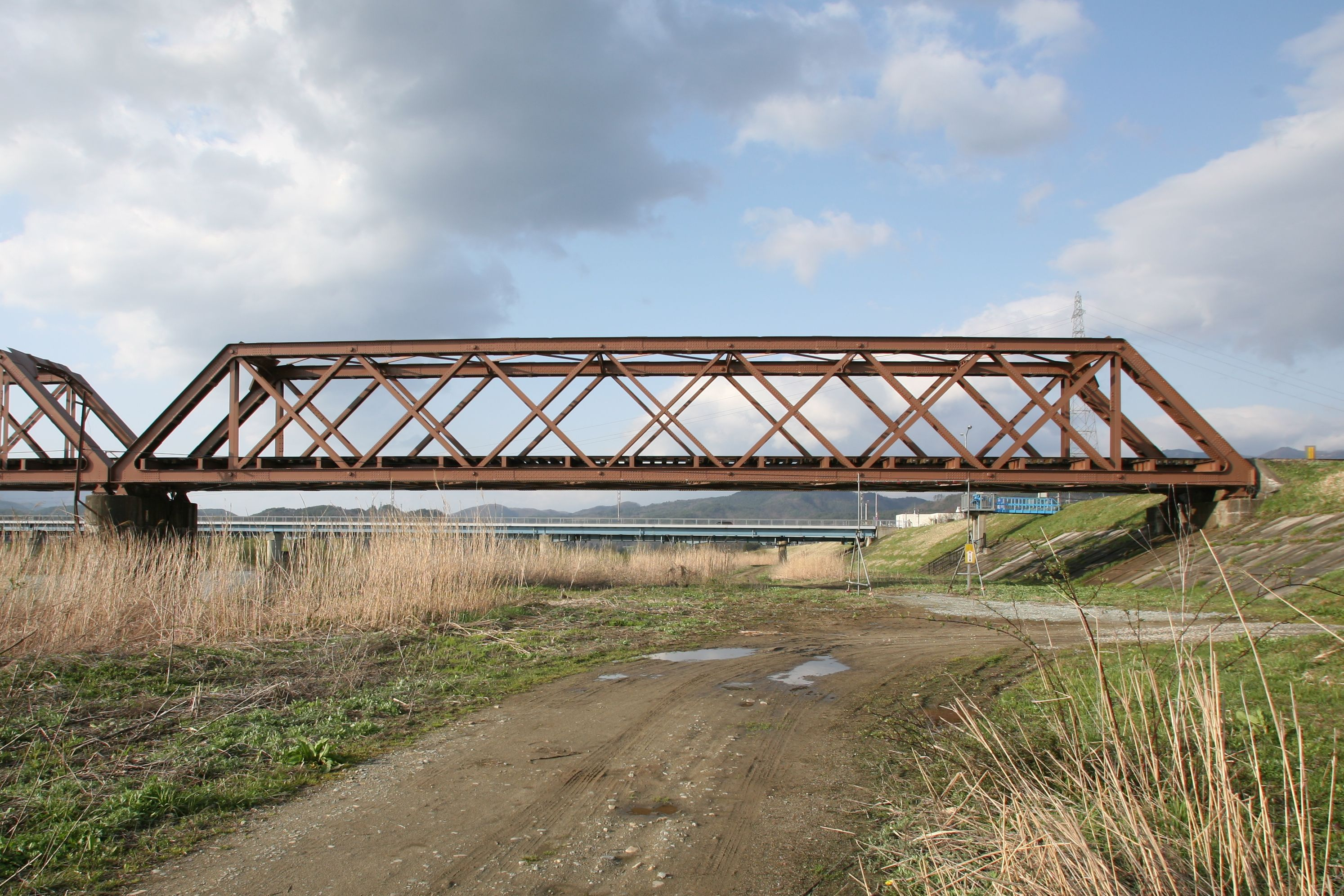